# 329 v.Chr.
Het jaar 329 v.Chr. is een jaartal volgens de christelijke jaartelling.

## Gebeurtenissen

### Perzië
- In de lente trekt Alexander de Grote met het Macedonische leger door de besneeuwde bergpassen van de Hindoekoesj.
- De Macedonische generaal Ptolemaeus steekt de rivier de Oxus over, in een achtervolging neemt hij Bessus gevangen.
- In Ecbatana wordt de Perzische koningsmoordenaar Bessus terechtgesteld.
- Alexander de Grote verovert de stad Marakanda (Samarkand) in Oezbekistan.
- De provincies Bactrië en Transoxanië worden bij het Macedonische Rijk ingelijfd.

### Italië
- In Rome worden de stallen en de startkooien voor de paarden van Circus Maximus voltooid.

## Overleden
- Bessus, Perzisch satraap en veldheer